# Kader Kesek
Kader Kesek (* 19. April 1968 in Königstein im Taunus) ist ein deutsch-türkischer Musiker, Songwriter, -texter, Regisseur und Musikproduzent. Er ist Vater einer Tochter und lebt in Frankfurt am Main.

## Leben
Der Sohn einer türkischen Einwandererfamilie, die seit 1966 in Deutschland zuhause ist, wuchs in einem musikalisch geprägten Elternhaus auf. Insbesondere beeinflusst durch seine Mutter fand Kesek früh zur Musik und sang im Grundschulchor und – als Moslem – auch im katholischen und evangelischen Kirchenchor. Mit 13 Jahren gründete er seine erste Punkband, experimentierte jedoch auch mit dem Rap. Später gab Kesek sein Studium der Meeresbiologie auf und widmet sich seitdem nur noch der Musik.
Kader Kesek wird als „Kulturnomade“ bezeichnet, der sich immer zwischen verschiedenen kulturellen Lebensmodellen und musikalischen Stilrichtungen hin und her bewegt, getragen von einem hohen Maß an interkultureller Kompetenz. Der Künstler wirkt dabei als Transmitter, der im übertragenen Sinne neue Kulturen und Klänge mit seinem Crossoversound zur Gestalt bringt. „Die Migranten, die Reisenden, sind diejenigen, die neue Kulturen entstehen lassen. Ich verstehe mich als ein Teil dieser Bewegung, als Bindeglied zwischen den verschiedenen kulturellen Welten. Und nur in der Verbindung mit dem anderen werden auch neue Identitäten erschaffen. Ich verstehe mich selbst als Botschafter und meine Musik und Kunst sind Mittel zum Zweck, Grenzen zu überwinden.“ (Kader Kesek)

## Karriere
1981 gründete Kader Kesek mit anderen die Punkrockgruppe Tocka 4. Er war Schlagzeuger und schrieb seine ersten deutschen Texte. Bald wechselte er zur Gitarre und spielte in der Thrashmetallband Struckted Noise. Parallel experimentierte Kesek immer wieder mit dem Rap und Musikern aus verschiedenen Stilrichtungen und traf sich u. a. auch zu gemeinsamen Sessions mit Jazzmusikern. Jene Zeit markiert den Anfang seines Crossoversounds.
1993 entstand das Projekt Megavier nach einem gemeinsamen Auftritt der Deutsch-Rapper Die Fantastischen 4 und der Frankfurter Metal-Band Megalomaniax. Das Metall-Hip-Hop-Projekt wurde Ende 1994 wieder beendet, doch kam Megalomaniax auf den Geschmack dieses Crossoversounds. Man wurde auf Kader Keseks türkischen und deutsch-englischen Rapskills aufmerksam und definierte die Band 1995 mit Kesek als Frontman neu. 1996 brachte Megalomaniax das experimentelle, deutsch-türkische Album „hardcoriental“ heraus, wo Kesek mit Thomas D. den Megavier-Song „Frohes Fest“ rappt. Die Band tourte durch Deutschland, Österreich und die Schweiz. 1997 listete die RockHard-Enzyklopädie Megalomaniax unter die 100 interessantesten, europäischen Bands.
1999 spielten Megalomaniax als Vorgruppe von Metallica im Istanbuler Stadion vor 60.000 Zuschauern und füllten auf der anschließenden Tour als Hauptband mit Massive Attack die türkischen Konzerthallen.
Mit der Coverversion „Hepsi senin mi“ des türkischen Sängers Tarkan brachte die Band unterschiedliche Musikgenres zusammen, was in der türkischen Musikszene neu war. Megalomaniax spielte in der Türkei weiter vor großem Publikum, und noch heute gelten der Crossoversound und Megalomaniax als Synonyme. Die Band löste sich 2001 auf.
Kesek ist bis heute als Musikproduzent aktiv. Seine Vorstellung von grenzübergreifendem Kulturschaffen und dem Zusammenführen verschiedener Musikrichtungen sind Kern seiner Arbeit; so auch 2004/2005, wo Kesek in Zusammenarbeit mit Marcel Avram als Musikproduzent, Songwriter und Autor für die türkisch-orientalische Tanzshow „Night of the Sultans“ als musikalischer Kopf wirkte.

## Kader Kesek und Peter Maffay
Kader Kesek begann 1999 mit Peter Maffay zusammenzuarbeiten und stand als erster „Musical-Rapper“ überhaupt in Peter Maffays „Tabaluga & Lilli“ in Oberhausen auf der Bühne. Der von ihm getextete „Kratermann“-Song wurde als einziger Titel der Musical-CD als Single ausgekoppelt.
Bei „Tabaluga und das verschenkte Glück“ wurde Kesek 2003/2004 erneut als Texter und Produzent engagiert und sang als „Dreckschwein“ mit dem „Schönheit-Song“ wieder die einzige Single, die als „Schweine-Ragga“ ausgekoppelt wurde.
2006/2007 wirkte Kesek für Maffays Bühnenshow „Begegnungen“ als Produzent und schrieb den Text zu der Single „Children of the World“. Als Regisseur vereinigte er später in der Show „Begegnungen“ 14 Länder vertreten durch ihre Superstars auf einer Bühne.
2012 stand Kesek für das letzte Tabaluga-Musical „Die Zeichen der Zeit“ wieder auf der Bühne und sang seinen Song „Zeitverschwender“ auf einer großen Konzerttournee. Auch hat er für das Bühnenstück mit seinem langjährigen Musikkollegen Pascal Kravetz den Song „Kameliendame“ geschrieben, der westliche und orientalische Klänge miteinander verbindet.

## Laufende Projekte
Seit 2008 arbeitet Kader Kesek mit dem afghanischen Popstar und Sonderbotschafter der Vereinten Nationen Farhad Darya zusammen und hat sein Album „HA“ produziert. Diese Zusammenarbeit hat sich mittlerweile zu einem afghanischen Kulturprojekt entwickelt: Kesek produziert nicht nur Daryas aktuelles Album, sondern beteiligt sich vor Ort am Aufbau einer Kulturszene. So produzierte er die erste Punkband Kabul Dreams und den ersten Rapper Afghanistans DJ Besho – beide wurden mit dem Newcomer Award ausgezeichnet. Gemeinsam mit Haroon Karga, dem Manager von Darya, unterstützt er weitere noch unbekannte Musiker. Ein weiteres Projekt ist der Bau eines Tonstudios mit dem Ziel, afghanische Musik als Friedensbotschaft einzusetzen.

## Zusammenarbeit
- 1999: Peter Maffay – Tabaluga & Lilli (Musical Oberhausen – Gesang von „Kratermann“)
- 2003: Peter Maffay – Tabaluga und das verschenkte Glück (Tour 2003/04 – Gesang von „Dreckschwein“)
- 2004: United Promoters AG – „Night of the Sultans“ (Bühnenshow – Musikalische Leitung / Produzent / Songwriter / Autor)
- 2005: Sissi Perlinger – „Metal-Projekt Perlinger“ (Produzent/Songwriter)
- 2007: Peter Maffay & Band / Begegnungen – Tour (Bühnenshow/Regisseur)
- 2008: Farhad Darya – „Balanga – Metal-Projekt Afghanistan“ (Produzent/Songwriter)
- 2009: RDB (Rhythm, Dhol, Bass) – „Asian Orange – Metal-Projekt Indien“ (Produzent/Songwriter/MC)
- 2009: Haydamaky (Produzent/Bühnenshow/Regisseur/Coach)
- 2010: DelaDap (Bühnenshow/Coach)
- 2011: Gasmac Gilmore – „Dead Donkey“ (Produzent/Bühnenshow/Regisseur/Coach)
- 2011: Zdob si Zdub (Produzent/Bühnenshow/Regisseur/Coach)
- 2012: Peter Maffay – Tabaluga / Die Zeichen der Zeit – „Kameliendame“ (Produzent/Songwriter)
- 2012: Peter Maffay – Tabaluga / Die Zeichen der Zeit – „Zeitverschwender“ (Produzent/Songwriter)
- 2012: Peter Maffay – Tabaluga / Die Zeichen der Zeit – Tour (Tour 2012/13 – Gesang „Zeitverschwender“)

## Diskografie
- 1995: Megalomaniax – „Hardcoriental“
- 1996: Megalomaniax – „Rohes Fest mit Thomas D/Fanta4“
- 1999: Megalomaniax – „Hepsi Senin Mi?“
- 1999: Peter Maffay / Tabaluga und Lilli – „Musical-CD“
- 1999: Peter Maffay / Tabaluga und Lilli – „Kratermann“
- 2003: Peter Maffay / Tabaluga und das verschenkte Glück – „Schweineragga“
- 2003: Peter Maffay / Tabaluga und das verschenkte Glück „Musical-DVD“
- 2004: Night of the Sultans
- 2004: Night of the Sultans (DVD)
- 2005: Peter Maffay – „Glaub an mich“ (Laut & leise)
- 2005: Peter Maffay – „Laut & leise – live“ (DVD)
- 2006: Peter Maffay & Band – „Begegnungen – Eine Allianz für Kinder“
- 2007: Robert Wells – „Never Ending Love“
- 2008: Farhad Darya – „Ha“
- 2010: Peter Maffay – „Glaub an mich“ (Tattoos)
- 2011: Gasmac Gilmore – „Dead Donkey“
- 2012: DJ Besho – „Gab“
- 2012: Kabul Dreams – „Chill Morghak“
- 2012: Fayaz Hamid – Bestare Gulhaye Sorkh"
- 2012: Farhad Darya – „tba“

## Auszeichnungen
- 2004: Platin für „Tabaluga und das verschenkte Glück“ (DVD)
- 2005: Platin für „Laut & leise“ (CD)
- 2006: Gold für „Laut und Leise – live“ (DVD)
- 2007: Gold für „Begegnungen – Eine Allianz für Kinder“ (CD)